# Reutte
Reutte (tyskt uttal: [ˈʁɔʏtə]
 ( lyssna)) är en ort och kommun i förbundslandet Tyrolen i Österrike. Kommunen har 7 275 invånare (2024), på en yta av 100,86 km². Reutte är huvudort i distriktet med samma namn. I nordöst gränsar kommunen mot Tyskland.
Reutte blev 1489 köping. Orten ligger i en bred dalgång av floden Lech och det dominerande berget i närheten är Gehrenspitze som ligger 2 164 meter över havet. I den gamla stadsdelen finns byggnader från 1700-talet med utsmyckade fasader. Ortens namn kommer från ordet röjning. I Reutte träffas vägar mellan Augsburg–Füssen–Fernpass samt mellan Hall in Tirol och Bodensjön. Vid Urisee och Frauensee i regionen finns badmöjligheter.